# 大理水苏
大理水苏（学名：Stachys taliensis）为唇形科水苏属下的一个种。

## 扩展阅读
- 維基物種上的相關：大理水苏